# Vijay Anand Nedumpuram
Vijay Anand Nedumpuram (ur. 24 września 1938 w Cherpumkal) – indyjski duchowny syromalabarski, w latach 1990-2014 biskup Chanda.

## Życiorys
Święcenia kapłańskie przyjął 17 maja 1967. 20 kwietnia 1990 został prekonizowany biskupem Chanda. Sakrę biskupią otrzymał 3 lipca 1990. 31 lipca 2014 przeszedł na emeryturę.